# Tomoyuki Suzuki
Tomoyuki Suzuki (鈴木 智幸 Suzuki Tomoyuki?), född 20 december 1985 i Saitama prefektur, är en japansk fotbollsspelare.
Suzuki började sin karriär 2008 i Tokyo Verdy. 2011 flyttade han till Tochigi SC. Han spelade 42 ligamatcher för klubben. Efter Tochigi SC spelade han för Matsumoto Yamaga FC. Han gick tillbaka till Tokyo Verdy 2019. 2020 flyttade han till Iwate Grulla Morioka.